# The Amazing Spider-Man vs. The Kingpin
The Amazing Spider-Man vs. The Kingpin, även känt som Spider-Man Vs. the Kingpin eller bara Spider-Man), är ett TV-spel producerat av Sega of America och utvecklat av Technopop. Spelet släpptes till Sega Mega Drive, Sega Master System och Game Gear. En uppdaterad version släpptes till Mega CD.
Alla versioner är sidscrollande plattforms-actionspel, där  Spider-Man skall kämpa mot bland andra Doctor Octopus, Sandman, Lizard, Hobgoblin, Vulture, Mysterio, Electro och Venom samt Kingpin. Vid mitten av spelet kidnappas Mary Jane Watson av Venom.

### Fotnoter
1. ↑  ”The Amazing Spider-Man vs. The Kingpin” (på engelska). Mobygames. 11 mars 1990. http://www.mobygames.com/game/spider-man___. Läst 7 juni 2014.